# Annette van Vollenhoven-Sekrève, Princesa de Orange-Nassau
Annette van Vollenhoven-Sekrève, Princesa de Orange-Nassau (18 de abril de 1972) é a esposa de Bernardo van Vollenhoven, Príncipe de Orange-Nassau, e era membro da Casa de Orange-Nassau até que o rei Guilherme Alexandre ascendeu ao trono em 2013. Ela continua a ser um membro da família real holandesa. 

## Biografia
Annette Sekrève nasceu em Haia, filha de Ulrich Sekrève e sua esposa Jolanda de Haan. Ela obteve seu diploma em 1991 e estudou no período de 1991 até 1996, na Universidade de Groningen, onde obteve um mestrado e licenciatura em psicologia. Foi na universidade que ela conheceu seu futuro marido, o príncipe Bernardo.

## Casamento
O casal anunciou o noivado em 11 de março de 2000. Eles se casaram em julho de 2000. A cerimônia civil foi realizada em 6 de julho de 2000 em Utrecht. O casamento foi abençoado dois dias depois, em 8 de julho de 2000, pelo Dr. Anne van der Meiden na Catedral de Saint Martin, Utrecht.
Desde 2002, a princesa Annette trabalhou como um conselheiro da fundação atrás, em Amsterdam.
Annette e Bernardo têm três filhos:
- Isabel Lilian Juliana de Vollenhoven (2002)
- Samuel Bernardo Luís de Vollenhoven (2004)
- Benjamin Pedro Floris de Vollenhoven (2008)

A família reside em Amesterdão, com presença apenas em eventos importantes da família real, incluindo o Dia do Rei.

## Títulos e estilos
- 4 de fevereiro de 1970 - 29 de maio de 1998: Senhorita Annette Sekrève
- 29 de maio de 1998 - presente: Sua Alteza a princesa Annette de Orange-Nassau, van Vollenhoven-Sekrève